# Mycosphaerella elaeocarpi
Mycosphaerella elaeocarpi är en svampart som beskrevs av Crous & Summerell 2007. Mycosphaerella elaeocarpi ingår i släktet Mycosphaerella och familjen Mycosphaerellaceae.   Inga underarter finns listade i Catalogue of Life.